# Jüdische Gemeinde Butschatsch

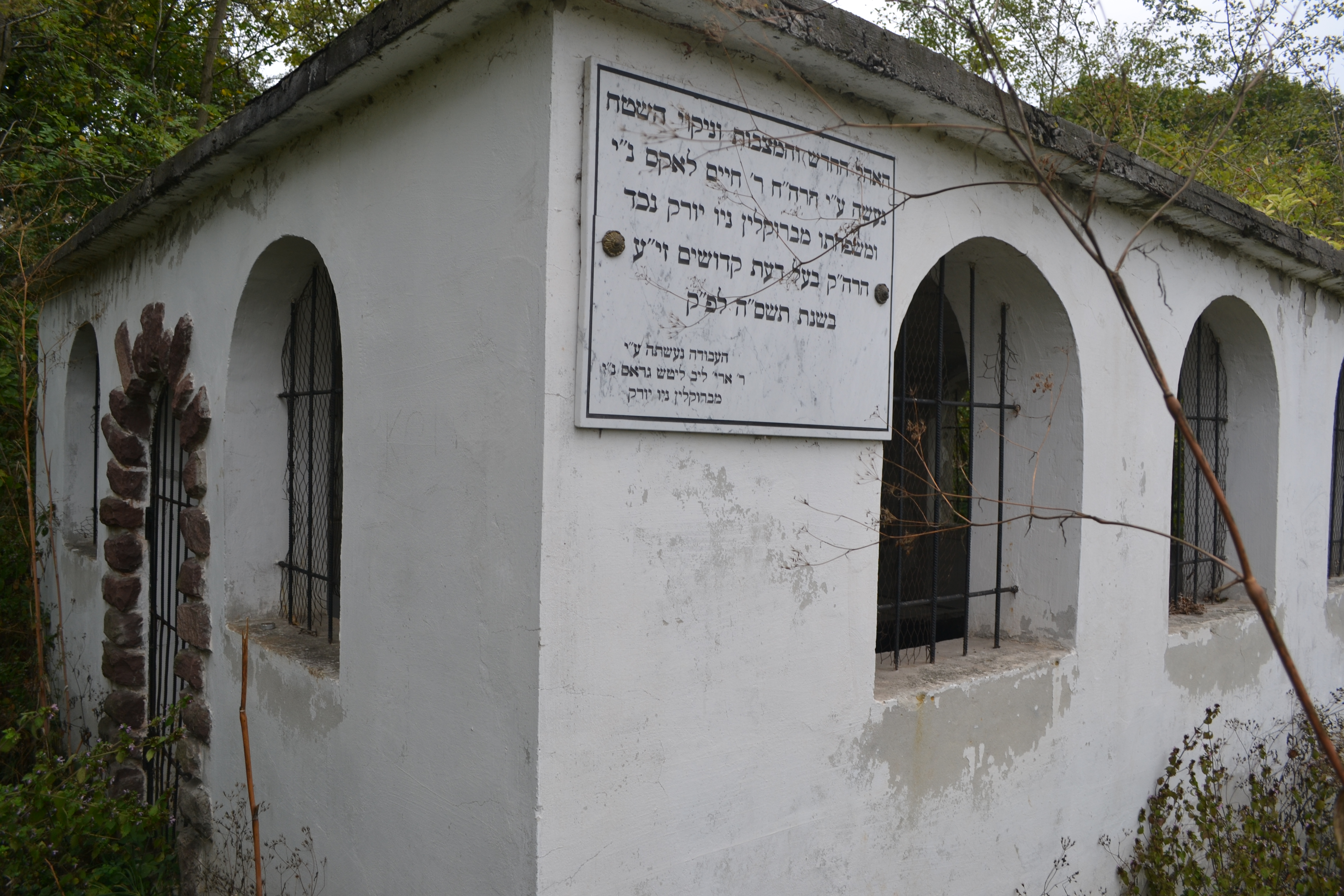
Rabbinergrab auf dem jüdischen Friedhof in Butschatsch

Die Jüdische Gemeinde von Butschatsch (hebräisch בוצ'אץ') war eine jüdische Gemeinde in der ukrainischen Stadt Butschatsch in der Oblast Ternopil.

## Geschichte
Ab dem Jahr 1500 siedelten sich Juden in der Gemeinde an, welche bereits Anfang des 20. Jahrhunderts mehr als die Hälfte der Bevölkerung stellten.
In der Zeit der Adelsrepublik Polen-Litauen kämpften immer wieder Polen, Türken und ukrainische Kosaken um die Stadt. 1672 und 1675 wurde die Stadt von Türken jeweils für kurze Zeit erobert. Die jüdische Bevölkerungsgruppe kämpfte dabei auf der Seite der Polen.
Nach dem Ersten Weltkrieg und der danach folgenden Besetzung der Ukraine durch die Rote Armee unter Trotzki floh der größte Teil der jüdischen Bevölkerung. Große Teile dieser verbliebenen Bevölkerungsgruppe wurden dann im Laufe der deutschen Besetzung der Ukraine (1941–1943/44), aus dem Reichskommissariat Ukraine deportiert und in Konzentrationslagern ermordet. Im Juni 1943 wurden die letzten Überlebenden des Ghettos von Butschatsch auf dem Jüdischen Friedhof Butschatsch erschossen. Auch in den folgenden Wochen diente der Friedhof der Wehrmacht und SS, sowie der Ukrainischen Befreiungsarmee als Hinrichtungsstätte für Juden, die sich im Ghetto und in den umliegenden Dörfern versteckt hatten. Als die Rote Armee im März 1944 die Stadt befreite, waren noch etwa 800 Juden am Leben, die die deutsche Besetzung in Verstecken und mit Hilfe nicht-jüdischer Bewohner überstanden hatten. Etwa 700 dieser Überlebenden wurde allerdings von den Deutschen getötet, die Butschatsch kurz darauf zurückeroberten.

## Friedhof

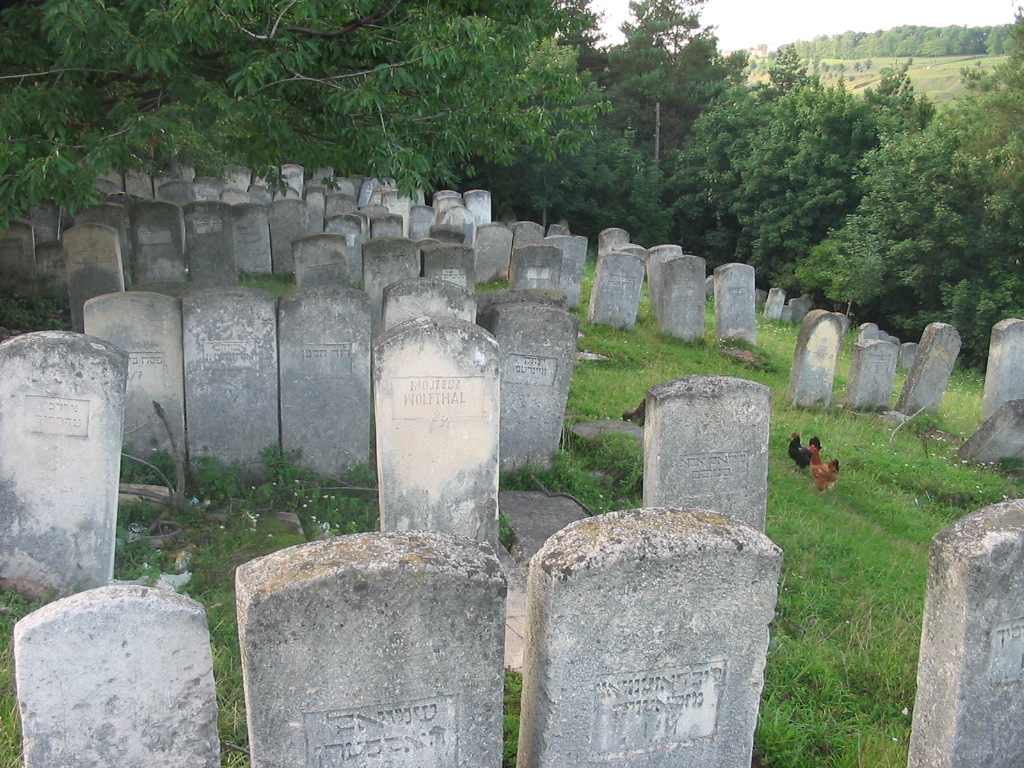
Jüdischer Friedhof in Butschatsch

Der Jüdische Friedhof Butschatsch wurde im 16. Jahrhundert angelegt. Das letzte bekannte Begräbnis fand 1940 statt.

## Gebäude

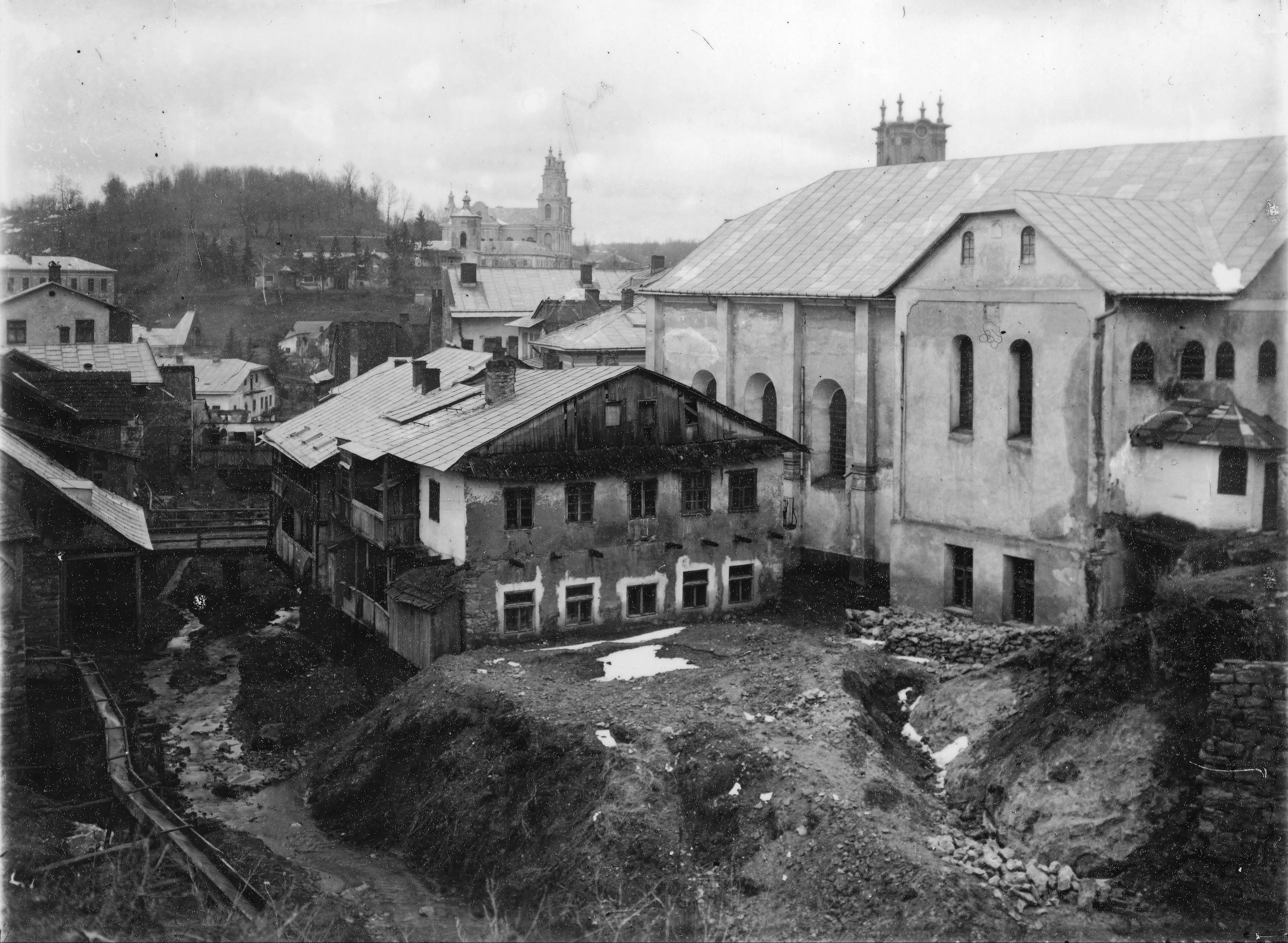
Postkarte mit der Synagoge in Butschatsch (um 1900), rechte Seite

1728 wurde die Große Synagoge (Groyse Schul) errichtet. Sie wurde im Zweiten Weltkrieg beschädigt und in der zweiten Hälfte der 1940er Jahre abgerissen.
Auch das jüdische Studienhaus Beth Midrasch (hebräisch בית מדרש), wurde 2001 abgerissen um Platz für ein neues Einkaufszentrum zu schaffen.

## Persönlichkeiten
- Simon Wiesenthal, der Gründer des Dokumentationszentrum des Bundes Jüdischer Verfolgter des Naziregimes in Wien
- Stanislaw Rucinski, Wiesenthals jahrelanger Assistent
- Samuel Agnon, ein hebräischer Schriftsteller
- Emanuel Ringelblum, ein polnisch-jüdischer Historiker, Politiker, Pädagoge und Publizist